# Мид, Джордж Роберт Стоу
Джордж Роберт Стоу Мид (англ. George Robert Stowe Mead; 1863, Нанитон — 1933, Лондон) — британский писатель, переводчик, активный сотрудник лондонской штаб-квартиры Теософского общества, учёный секретарь Е. П. Блаватской, посвятивший многие годы исследованию гностицизма, герметизма и истоков христианства.

## Биография
Родился в графстве Уорикшир. Окончил Колледж Святого Иоанна в Кембридже. После прочтения книги Альфреда Синнета «Эзотерический буддизм» увлекся теософией и в 1884 году стал членом Теософского общества, а также основатель Quest Society. Участвовал в работе журнала «Люцифер». Автор трудов по вопросам гностицизма, герметической философии и происхождения христианства, одного из наиболее полных обзоров истории и философии орфизма.

## Quest Society
В марте 1909 года Мид основал Quest Society, состоящее из 150 выходцев из Теософского Общества и 100 других новых членов. Намеренно, это новое общество было задумано как недогматическое. В обществе стремились к сравнительному изучению и исследованию религии, философии и науки. Quest Society проводило лекции в Кенсингтонской ратуше в центре Лондона, но его наиболее целенаправленной работой была публикация «Quest: A Quarterly Review», которая проводилась в 1909–1931 годах при участии многих членов общества.

## Издания
- Address read at H.P. Blavatsky's cremation (1891)
- Симон Маг (Simon Magus; 1892)
- Орфей (Orpheus; 1895/6)
- Пистис София (Pistis Sophia; 1896; 1921)
- Фрагменты забытой веры (Fragments of a Faith Forgotten; 1900)
- Аполлоний Тианский (Apollonius of Tyana; 1901)
- Иисус жил 100 лет до н. э.?(Did Jesus Live 100 BC?; 1903)
- О Блаватской (Concerning H.P.B.; 1904)
- Трижды величайший Гермес (Thrice Greatest Hermes, в 3 т., Лондон, 1906)
- Echoes from The Gnosis (1906—1907; 11 томов)
- The Gnosis of the Mind (1906)
- The Gnostic Crucifixion (1907)
- The Hymns of Hermes (1907)
- The Chaldean Oracles (1908)
- Some Mystical Adventures (1910)
- Quests Old and New (1913)
- The Vision Of Aridæus
- The Hymn Of Jesus
- The Mysteries Of Mithra
- A Mithraic Ritual
- The Chaldæan Oracles Vol. 1
- The Chaldæan Oracles Vol. 2
- The Hymn of the Robe Of Glory
- The Wedding Song Of Wisdom
- The Doctrine of the Suptle Body (1919)
- Gnostic John the Baptizer: Selections from the Mandæan John-Book (1924)
- Commentary on "Pœmandres"
- Introduction to Pistis Sophia
- Introduction to Marcion
- Doctrine of the Subtle Body in Western Tradition

### Издания на русском
- Дж. Р. С. Мид. Аполлоний Тианский. - М.: ИДЛи, 2001 ISBN 5-93975-039-7
- Дж. Р. С. Мид. Трижды Величайший Гермес. - М.: Алетейа, 2000 рус. перевод 2000